# VBA mùa giải 2017
VBA mùa giải 2017 là mùa giải thứ 2 của Giải bóng rổ chuyên nghiệp Việt Nam.Với sự đồng hành của nhà tài trợ chính đó là hãng hàng không Jetstar.Cho nên còn có tên gọi là Giải bóng rổ nam chuyên nghiệp VBA Jetstar cup 2017.

## Sự xuất hiện đáng chú ý
| Ngoài giải đấu       | Ngoài giải đấu       | Ngoài giải đấu       |
| Đội                  | Huấn luyện viên 2016 | Huấn luyện viên 2017 |
| -------------------- | -------------------- | -------------------- |
| Hochiminh City Wings | Mika Turunen         | Ricky Magallanes     |
| Thang Long Warriors  | Mở rộng              | Lee Tao Dana         |
| Saigon Heat          | Anthony Garbelotto   | David Singleton      |
| Cantho Catfish       | David Singleton      | Kevin Yurkus         |

- VBA tổ chức thử nghiệm hàng năm cho những người chơi của Việt Nam tại Đại học Quốc tế Hope ở Fullerton, Fullerton, CA vào ngày 6-7 tháng 5 năm 2017.[1]
- Đội Thang Long Warriors trở thành đội thứ 6 tham dự giải[2]

## Các đội bóng

### Nhà thi đấu và vị trí
| Đội                  | Thành phó             | Nhà thi đấu               | Sức chứa |
| -------------------- | --------------------- | ------------------------- | -------- |
| Cantho Catfish       | Cần Thơ               | Da Nang Sports Arena      |          |
| Danang Dragons       | Đà Nẵng               | Nhà thi đấu quân khu 5    |          |
| Hanoi Buffaloes      | Hà Nội                | Nhà thi đấu Bách Khoa     |          |
| Hochiminh City Wings | Thành phố Hồ Chí Minh | Nhà thi đấu Hồ Xuân Hương |          |
| Saigon Heat          | Thành phố Hồ Chí Minh | Nhà thi đấu CIS           |          |
| Thang Long Warriors  | Hà Nội                | Nhà thi đấu Sư phạm       |          |

### Nhân sự và tài trợ
| Đội                 | Huấn luyện viên trưởng | Đội trưởng       | Nhà sản xuất áo |
| ------------------- | ---------------------- | ---------------- | --------------- |
| Cantho Catfish      | Kevin Yurkus           | Lê Hiếu Thành    |                 |
| Danang Dragons      | Donte' Hill            | Horace Nguyen    |                 |
| Hanoi Buffaloes     | Todd Purves            | Nguyễn Thành Đạt | Alien Sports    |
| Hochiminh Ciy Wings | Ricky Magallanes       | Triệu Hán Minh   |                 |
| Saigon Heat         | David Singleton        | Việt Arnold      |                 |
| Thang Long Warriors | Lee Tao Dana           | Ryan Le          |                 |

## VBA draft 2017
Thang Long Warriors chọn Justin Young đầu tiên ở inaugural VBA Heritage Player Draft.

### Draft
| Pick | Cầu thủ        | Quốc gia | Đội VBA              | Từ câu lạc bộ/Quốc gia                 |
| ---- | -------------- | -------- | -------------------- | -------------------------------------- |
| 1    | Justin Young   | Hoa Kỳ   | Thang Long Warriors  | Hochiminh City Wings / Hanoi Buffaloes |
| 2    | Vincent Nguyen | Hà Lan   | Hanoi Buffaloes      | Den Bosch                              |
| 3    | Henry Nguyen   | Hoa Kỳ   | Hochiminh City Wings | Hoa Kỳ                                 |

| Pick | Cầu thủ       | Quốc gia  | Đội VBA              | Từ câu lạc bộ/Quốc gia       |
| ---- | ------------- | --------- | -------------------- | ---------------------------- |
| 4    | Anthony Vo    | Hoa Kỳ    | Hochiminh City Wings | United States                |
| 5    | Stefan Nguyen | Thụy Điển | Danang Dragons       | Danang Dragons / Saigon Heat |
| 6    | Sang Dinh     | Hoa Kỳ    | Cantho Catfish       | Cantho Catfish               |
| 7    | Ryan Le       | Canada    | Thang Long Warriors  | Saigon Heat                  |
| 8    | Ryan Arnold   | Hoa Kỳ    | Hanoi Buffaloes      | Hanoi Buffaloes              |
| 9    | Jimmy Kien    | Úc        | Saigon Heat          | Danang Dragons               |

## Cầu thủ ngoại
Mỗi đội được phép có 2 cầu thủ nhập tịch và 1 cầu thủ nước ngoài.
| Đội                  | Việt kiều 1    | Việt kiều 2                   | Ngoại binh        |
| Cantho Catfish       | Tâm Đinh       | Sang Đinh                     | DeAngelo Hamilton |
| Danang Dragons       | Horace Nguyen  | Stefan Nguyen                 | Rudolphe Joly     |
| Hanoi Buffaloes      | Vincent Nguyen | Ryan Arnold (đã dừng thi đấu) | Jordan Collins    |
| Hochiminh City Wings | Henry Nguyen   |                               | Bilal Richardson  |
| Saigon Heat          | David Arnold   | Anthony Vo                    | Darius Lewis      |
| Thang Long Warriors  | Justin Young   | Ryan Le                       | Jaywuan Hill      |

## Mùa giải thông thường

### Bảng xếp hạng
| VT | Đội                  | ST | T  | B  | ĐT   | ĐB   | HS   | %    | GB | Giành quyền tham dự |
| -- | -------------------- | -- | -- | -- | ---- | ---- | ---- | ---- | -- | ------------------- |
| 1  | Thang Long Warriors  | 15 | 12 | 3  | 1160 | 1058 | +102 | ,800 | —  | Tham gia play-off   |
| 2  | Saigon Heat          | 15 | 9  | 6  | 1147 | 1084 | +63  | ,600 | 3  | Tham gia play-off   |
| 3  | Cantho Catfish       | 15 | 9  | 6  | 1210 | 1151 | +59  | ,600 | 3  | Tham gia play-off   |
| 4  | Hanoi Buffaloes      | 15 | 8  | 7  | 1067 | 1049 | +18  | ,533 | 4  | Tham gia play-off   |
| 5  | Hochiminh City Wings | 15 | 5  | 10 | 1041 | 1116 | −75  | ,333 | 7  |                     |
| 6  | Danang Dragons       | 15 | 2  | 13 | 1045 | 1212 | −167 | ,133 | 10 |                     |

## Play-off
|  | Bán kết | Bán kết             | Bán kết | Bán kết        | Bán kết |    |                     | Chung kết | Chung kết | Chung kết | Chung kết | Chung kết | Chung kết | Chung kết |  |
|  |         |                     |         |                |         |    |                     |           |           |           |           |           |           |           |  |
|  | 1       | Thang Long Warriors | 82      | 69             |         |    |                     |           |           |           |           |           |           |           |  |
|  | 1       | Thang Long Warriors | 82      | 69             |         |    |                     |           |           |           |           |           |           |           |  |
|  | 4       | Hanoi Buffaloes     | 57      | 58             |         |    |                     |           |           |           |           |           |           |           |  |
|  | 4       | Hanoi Buffaloes     | 57      | 58             |         | 1  | Thang Long Warriors | 78        | 73        | 74        | 79        | 95        |           |           |  |
|  |         |                     |         |                |         | 1  | Thang Long Warriors | 78        | 73        | 74        | 79        | 95        |           |           |  |
|  |         |                     | 3       | Cantho Catfish | 83      | 68 | 77                  | 64        | 80        |           |           |           |           |           |  |
|  | 2       | Saigon Heat         | 3       | Cantho Catfish | 83      | 68 | 77                  | 64        | 80        | 80        | 68        |           |           |           |  |
|  | 2       | Saigon Heat         |         |                |         |    |                     |           |           |           |           |           |           |           |  |
|  | 3       | Cantho Catfish      | 85      | 76             |         |    |                     |           |           |           |           |           |           |           |  |

## Statistics

### Thống kê dẫn đầu đội
| Thể loại          | Đội             | Thống kê |
| ----------------- | --------------- | -------- |
| Points per game   | Cantho Catfish  | 79.2     |
| Rebounds per game | Cantho Catfish  | 41.0     |
| Steals per game   | Cantho Catfish  | 11.3     |
| Blocks per game   | Cantho Catfish  | 4.7      |
| FG%               | Cantho Catfish  | 0.480    |
| FT%               | Hanoi Buffaloes | 0.650    |
| 3FG%              | Saigon Heat     | 0.310    |

## Giải thưởng

### Giải thưởng chiến thắng mùa
- Cầu thủ xuất sắc nhất: Jaywuan Hill (Thang Long Warriors)[5]
- Cầu thủ nội xuất sắc nhất: Tô Quang Trung (Thang Long Warriors)
- Cầu thủ gốc Việt xuất sắc nhất : Tam Dinh (Cantho Catfish)
- Cầu thủ Phòng ngự xuất sắc nhất: DiAngelo Hamilton (Cantho Catfish)
- Cầu thủ trẻ xuất sắc nhất: Nguyễn Hoàng Tuấn (Danang Dragons)
- Cầu thủ dự bị xuất sắc nhất: Nguyễn Huỳnh Hải (Saigon Heat)
- Cầu thủ yêu thích nhất: Tam Dinh (Cantho Catfish)
- Huấn luyện viên xuất sắc nhất: Kevin Yurkus (Cantho Catfish)
- Giải tinh thần thể thao: Justin Young (Thang Long Warriors)

Nguồn:

### Giải thưởng MVP của tuần
| Kết thúc tuần       | Cầu thủ           | Đội                 | Nguồn  |
| ------------------- | ----------------- | ------------------- | ------ |
| 10 tháng 9 năm 2017 | Tâm Đinh          | Cantho Catfish      | Tuần 1 |
| 17 tháng 9 năm 2017 | DeAngelo Hamilton | Cantho Catfish      |        |
| 24 tháng 9 năm 2017 | Lê Ngọc Tú        | Saigon Heat         | Tuần 3 |
| 1 tháng 10 năm 2017 | David Arnold      | Saigon Heat         | Tuần 4 |
| 8 tháng 10 2017     | Vincent Nguyen    | Hanoi Buffaloes     | Tuần 5 |
| 15 tháng 10 2017    | DeAngelo Hamilton | Cantho Catfish      | Tuần 6 |
| 22 tháng 10 2017    | David Arnold      | Saigon Heat         | Tuần 7 |
| 29 tháng 10 2017    | Jaywuan Hill      | Thang Long Warriors | Tuần 8 |
| 5 tháng 11 2017     | Jaywuan Hill      | Thang Long Warriors | Tuần 9 |